# 종리춘
종리춘(鍾離春, 기원전 342년)은 제 선왕(기원전 342~324년)의 비이다.
외모가 못생긴 여성으로 묘사되었으나 선왕에게 접근하여 결혼을 성공하였다.